# Sambuceto (San Giovanni Teatino)

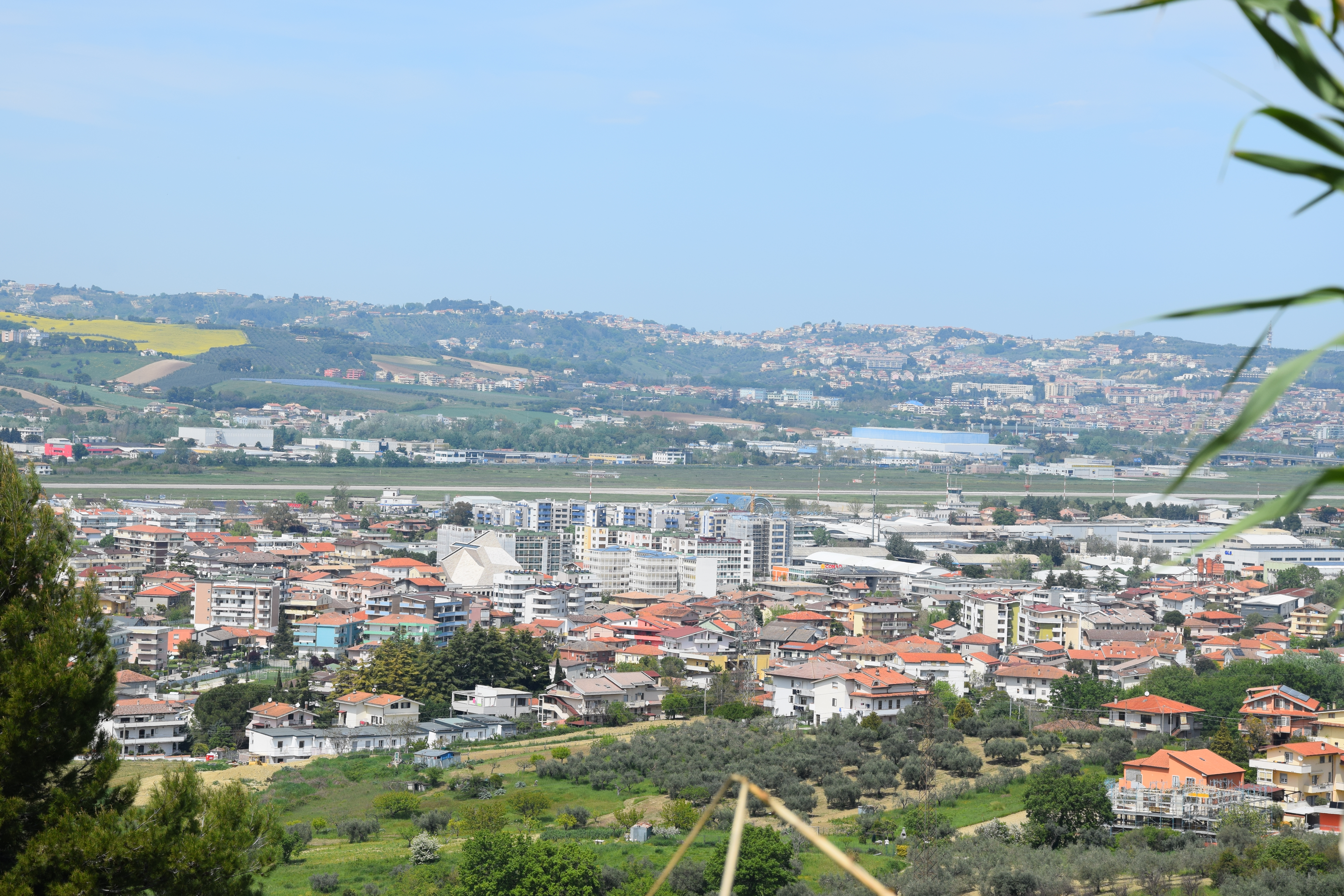
Sambuceto

Sambuceto es un barrio o distrito municipal de San Giovanni Teatino en la provincia de Chieti. La población de este barrio de hecho mayor que la de la propia localidad, que está situada en la colina. Es el núcleo central del valle del río Pescara, en el que tienen su sede diversas industrias y centros comerciales, que se cuentan entre los más importantes del área de  Pescara-Chieti.

## Ciclismo
En la localidad está situada la sede del equipo ciclista profesional Acqua & Sapone-Caffè Mokambo.
- Datos: Q1093372
- Multimedia: Sambuceto (San Giovanni Teatino) / Q1093372